# Fade Out Lines
Singles de The Avener
Hate Street Dialogue
(2014)
Fade Out Lines est une chanson deep house de The Avener sortie en septembre 2014 extraite de l'album The Wanderings of the Avener.
Écrite par Phoebe Killdeer et Craig Walker (ancien du groupe Archive), la chanson est une reprise du single The Fade Out Line de Phoebe Killdeer & The Short Straws.
La chanson fait un passage remarqué dans plusieurs hit-parades : 1re position en Allemagne et en Autriche, 2e en Wallonie (Belgique), 3e en France et en Suisse.

## Liste des pistes
| 1. | Fade Out Lines | 3:14 |

| 1. | Fade Out Lines                     | 4:34 |
| 2. | Fade Out Lines (Alle Farben Remix) | 6:49 |

## Utilisations dans les médias
La chanson est utilisée dans le film allemand Ostwind, suite du film Whisper : Libres comme le vent sorti en 2015.
En octobre 2018, la chanson est utilisée dans une publicité pour la Peugeot 208.
En juin 2019, la chanson est présente dans le générique de fin de l'épisode 1 de la saison 2 de la série Big Little Lies.

## Classements hebdomadaires
| Classements (2014–15)                   | Meilleure position |
| --------------------------------------- | ------------------ |
| Allemagne (Media Control AG)            | 1                  |
| Australie (ARIA)                        | 8                  |
| Autriche (Ö3 Austria Top 40)            | 1                  |
| Belgique (Flandre Ultratop 50 Singles)  | 24                 |
| Belgique (Wallonie Ultratop 50 Singles) | 2                  |
| Danemark (Tracklisten)                  | 5                  |
| Espagne (PROMUSICAE)                    | 1                  |
| France (SNEP)                           | 3                  |
| Italie (FIMI)                           | 8                  |
| Pays-Bas (Nederlandse Top 40)           | 35                 |
| Pays-Bas (Single Top 100)               | 26                 |
| Royaume-Uni (UK Singles Chart)          | 60                 |
| Suisse (Schweizer Hitparade)            | 3                  |